# Breitenhain (Neustadt an der Orla)
Breitenhain is een plaats en voormalige gemeente in de Duitse deelstaat Thüringen en maakt deel uit van de gemeente Neustadt an der Orla in het district Saale-Orla-Kreis.
Op 16 juni 1995 werden de bestuurlijke taken van de gemeente overgedragen op de erfüllende Gemeinde Neustadt an der Orla. Dit duurde tot 1 december 2010 toen Breitenhain samen met het Ortsteil Strößwitz als Ortsteil Breitenhain-Strößwitz werd opgenomen in de gemeente Neustadt an der Orla.

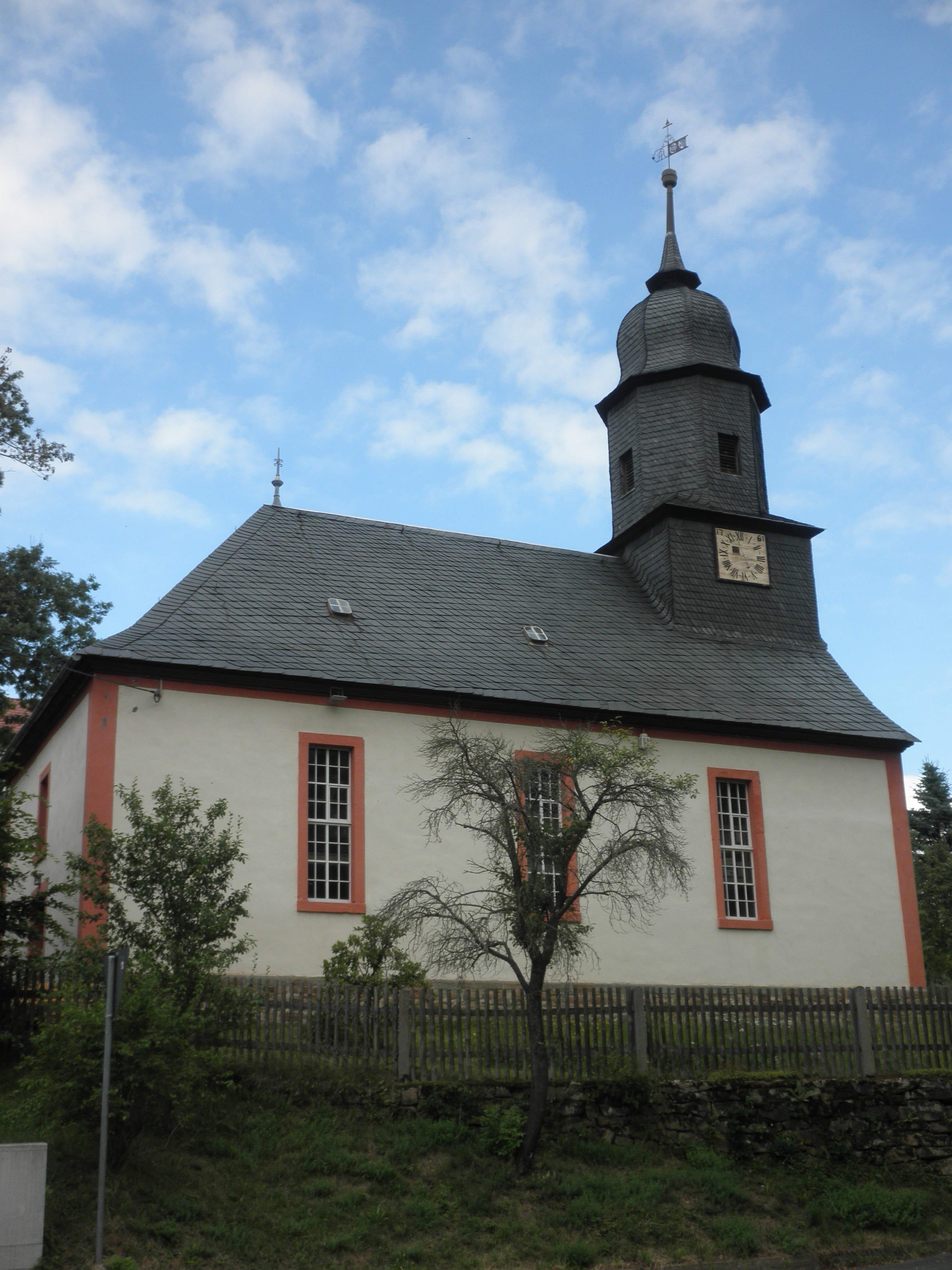
De kerk van Breitenhain